# Leptophobia caesia
Leptophobia caesia is een vlindersoort uit de familie van de Pieridae (witjes), onderfamilie Pierinae.
Leptophobia caesia werd in 1852 beschreven door Lucas.